# Klemm Kl 35
Le Klemm Kl 35 est un avion-école et de sport monomoteur. Il est adapté à la voltige aérienne, il est donc prisé par les aéroclubs et diverses armées de l'air en tant qu'avion d'entraînement. La version D est munie d'un train tricycle.

## Conception
Le prototype du Klemm Kl 35 vola en 1935. C'était un monoplan à aile basse, biplace en tandem, à aile en mouette inversée et train d'atterrissage fixe. 

## Variantes
- Kl 35B : version de série.
- Kl 35 BW : hydravion à flotteurs catamaran.
- Kl 35D : principale version, construite à des milliers d'exemplaires.

## Opérateurs
- Reich allemand
- Roumanie
  - Force aérienne roumaine : la Roumanie reçut une version d'exportation du Kl 35. Environ 60 exemplaires servirent dans la force aérienne roumaine comme avion d'entraînement. Les aéro-clubs civils l'utilisèrent également.